# 人民路高架路
人民路高架路，是位于广州市一条南北走向的高架路。于1986年11月动工，1987年9月23日建成通车，是中国大陆第一座城市高架桥。

## 概覽
北起流花湖畔，沿人民北路、人民中路、人民南路，折向西经西堤二马路止与内环路相连。全长3078.9米，宽11米，为双向2车道。沿线建有东风西路、光塔路、观绿路、迎虹里、大新路等6条上下匝道。
此外，人民路高架桥南行方向在人民中路美国银行中心大厦及荔湾大厦对开的路段分别预留有上下桥的接口，但受大厦落成影响，此预留口已被废弃。

## 歷程
- 1986年11月，高架动工新建。
- 1987年9月23日，高架建成通车。在通车仪式前，市政府开放三天给市民自由行[註 1]，每天都人山人海。[2]
- 2000年，内环路工程动工，对人民路高架南端连接人民桥和人民路高架六二三路段（也称六二三路高架）的镇安立交进行了改造，拆除连接人民桥的岔道，把六二三路高架拆除所有岔道后改为内环路外圈的一部分。至此人民路高架南端的镇安立交和六二三路高架整体脱离并入内环路。
- 2001年，人民路高架南端沿江路岔道拆除，“人”字的一撇从此消失。[3]
- 2020年6月20~22日，全线封闭大修。[4]

## 爭議
随着康王路、内环路的建成通车、廣州地鐵啟用以及周边道路的完善，人民路高架的重要性被指是大大降低。并且高架路影响人民南路两侧的商业发展，及造成人民路沿线的立体污染，拆卸高架的呼聲一直存在。

## 備註
1. ↑  传统上新桥建好后去踩虹，以求吉利。后来的北环高速也是通车前开放给市民步行一天。